# Bupleurum lancifolium
Bupleurum lancifolium Hornem., es una especie de la familia de las apiáceas.

## Descripción

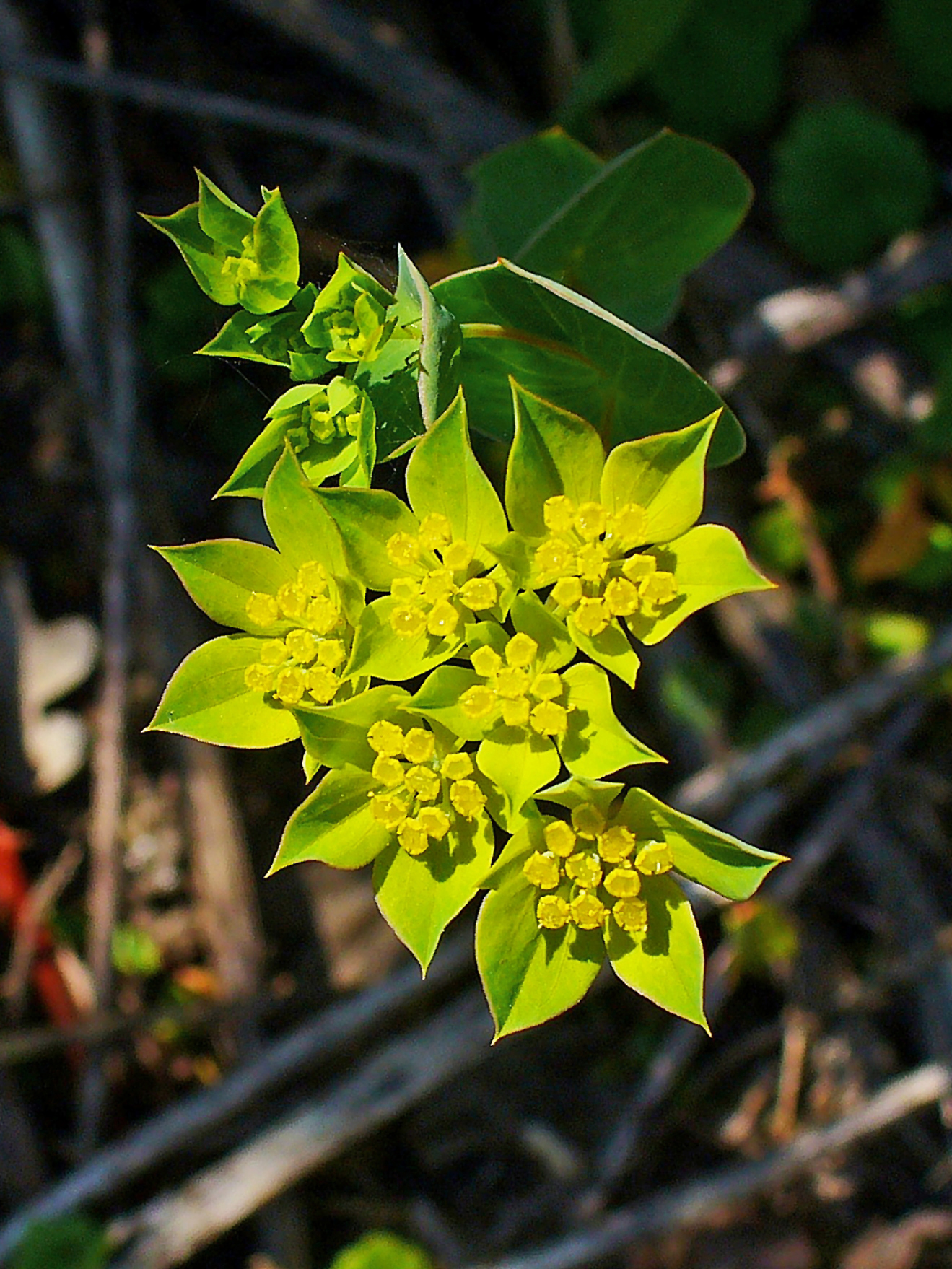
Bupleurum lancifolium. Inflorescencia.

Parecida a Bupleurum rotundifolium pero con hojas más estrechas, ovadas a oblongo-lanceoladas. Crece hasta los 50 centímetros de altura con hojas de color verde profundo  y de 3 a 10 centímetros de largo. Normalmente con 2-3 radios primarios, y bractéolas casi redondeadas, de punta fina. La inflorescencia en umbela nace de un pedúnculo que puede ser de varios centímetros de altura. Las flores son de color amarillo a amarillo-verde. El fruto ovoide-redondeado, con visibles protuberancias. Florece en el verano. Número de cromosomas 2n=16.

## Hábitat
Lugares abiertos secos, campos de labrantío.

## Distribución
Sur de Europa; introducido en Bélgica, Gran Bretaña, Austria y Norteamérica.

## Taxonomía
Bupleurum lancifolium fue descrita por Jens Wilken Hornemann y publicado en Eunumeratio Plantarum Horti Botanici Hafniensis Suppl. 2: 3. 1809.
Etimología
Bupleurum: nombre genérico que deriva de dos palabras griegas bous y pleurón, que significa "buey" y "costa". Probable referencia a las ranuras longitudinales de las hojas de algunas especies del género. Este nombre fue usado por primera vez por Hipócrates y, de nuevo, en tiempos relativamente modernos, por Tournefort y Linneo.
lancifolium: epíteto latino que significa "con hojas en forma de lanza".
Sinonimia
- Bupleurum heterophyllum Link
- Bupleurum intermedium (Loisel. ex DC.) Steud.
- Bupleurum protractum Hoffmanns. & Link
- Bupleurum rotundifolium var. intermedium Loisel. ex DC. in Lam. & DC.
- Bupleurum subovatum Link ex Spreng.[3]

## Nombre común
- Castellano: coleta, perfoliada.[4]